# 友内山
友内山（ともうちやま）は、徳島県美馬市とつるぎ町の境にある山。標高は1,073.2m。

## 地理
古くは木綿麻山（ゆうまやま）とも呼ばれており、旧美馬郡貞光町と同郡穴吹町の境界にあり、八面山の北方約6kmの地点に位置する。
北の山腹には友内神社があり、徳島藩政期には友内大権現と称したが、明治期になって友内神社、さらに友落神社と改名した。友落の社号から微兵検査に不合格になるように参拝者が絶えなかった。
微兵執行官であった美馬郡長の命令によって、元の友内神社に改名した。当山のほとんどが神社の境内地といわれている。